# Art génératif
L'art génératif est l'une des formes d'expression de l'art numérique, exploitant des algorithmes pour concevoir des œuvres se générant d'elles-mêmes ou non déterminées à l'avance. Au sens large des œuvres non-numériques peuvent aussi être de type « génératif ». L'art génératif a récemment bénéficié des avancées de l'intelligence artificielle générative.

## Domaines artistiques
Ce principe de « création » vise l'ensemble des domaines artistiques :
- Art plastique (exemple : génération automatique de vitraux d'église[1]),
- Chorégraphie (exemple : agencement aléatoire de figures préexistantes ou création de figures),
- Littérature (exemple : écriture automatique de poèmes, de nouvelles),
- Cinéma (exemple : génération automatique de synopsis),
- Musique : composition musicale automatique dont il faut distinguer les travaux de recherche musicale d'une part, et les travaux en intelligence artificielle d'autre part. Ces derniers produisent des partitions midi de mélodies cohérentes et d'orchestrations « intelligentes » composées en fonction de la mélodie générée (emplacement des notes dans la mesure, hauteurs des notes, longueurs des notes et des mesures...) et des mouvements harmoniques du morceau en cours de création.

## Systèmes de génération automatique
Il faut distinguer deux grandes classes de procédés.
Le patchwork est un agencement aléatoire d'éléments préalablement réalisés ou choisis par un humain. 
Un programme informatique très simple permet, grâce à la fonction de tirage aléatoire du micro-processeur, de choisir automatiquement un nombre prédéfini d'éléments (ou lui-même aléatoire et compris dans une fourchette arbitraire). Le programme ordonne ensuite, de façon aléatoire, les éléments (« on mélange les cartes »). Enfin, ces éléments sont reçus (vus, entendus, etc.) dans l'ordre fourni par le programme informatique. L'illustration conceptuelle de ce système très simple est le diaporama dont les photographies (éléments préalablement réalisés par un humain) se succèdent sur un écran d'ordinateur mais à chaque lancement du programme de visionnage, l'ordre des photographies est différent.
Le tirage aléatoire avec contraintes. Ce système, beaucoup plus évolué, permet d'opérer directement sur les éléments constitutifs de l'art visé (pixel, son, note, mot, etc.). Dans le domaine de la musique, par exemple, il s'agit d'agencer automatiquement les notes, les unes après les autres et non comme ci-dessus, d'agencer des segments de musiques d'une longueur donnée et préalablement joués par un ou plusieurs musiciens et enregistrés en audio (wave) ou dans un fichier midi (pattern). En faisant appel à ce principe fondamental et à ses recherches en intelligence artificielle, le français René-Louis Baron a conçu un procédé protégé par brevets internationaux (« MedalComposer ») permettant la composition de millions de mélodies « cohérente » et orchestrées dans tous les styles musicaux (contrepoint inclus). Le poids de ce programme est infime (40 kilooctets), ce qui lui permet d'être embarqué dans une puce électronique de faible coût pour un usage industriel. Le processus de tirage aléatoire avec contraintes permet une plus grande liberté de programmation selon les contraintes imposées au logiciel de composition. Il offre en outre, une plus grande variété d'œuvres générées dans des styles musicaux existants voire, « inventés » par le programme.
Un autre domaine, poussé par le bond en avant de l'apprentissage automatique (milieu des années 2010) et de l'IA générative (IAg) est celui de la génération d'images de haute résolution, abstraites, poétiques et artistiques (ex. : Midjourney), photoréalistes, etc.. Nguyen et al. ont par exemple contribué à la production de modèles génératifs produisant des images de meilleures qualité et résolution que précédemment (pour les 1 000 catégories d’ImageNet), pour arriver à des modèles Plug and Play Generative Networks (PPGN). 
Dans le même temps, l'inpainting numérique (amélioration numérique d'images existantes) s'est beaucoup amélioré.

## Créateurs d'art génératif
(Liste non exhaustive)
De manière générale : le groupe des Algoristes.
- Musique : David Cope (U.S.A.)[5], René-Louis Baron (France)[6], Fabien Lévy (France, pièce "Soliloque sur...").
- Art visuel : Antoine Schmitt (France)[7], Casey Reas (U.S.A.), Sergio Maltagliati (Italy), Miguel Chevalier (France), Thierry Fournier (France), Reynald Drouhin (France), Julie Morel (France), Grégory Chatonsky (France), Michel Bret (France).
- Graphisme : John Maeda (U.S.A.), Manfred Mohr (Allemagne), Alain Lioret (France), erational, MyEcurve (France), Flo Arrieu (France), Francis Le Guen (France)
- Développeur : Ben Fry (U.S.A.)
- Écriture : Jean-Pierre Balpe (France), Benjamin Lemaire (France)